# Stigmella szoecsiella
Stigmella szoecsiella là một loài bướm đêm thuộc họ Nepticulidae. Nó được tìm thấy ở Hungary, Ý, Hy Lạp và Thổ Nhĩ Kỳ.
Sải cánh dài 4.7-5.2 mm. Con trưởng thành bay từ tháng 6 đến tháng 8.
Ấu trùng ăn Quercus cerris và Quercus trojana. Chúng ăn lá nơi chúng làm tổ. 